# Balachta
Balachta (in russo Балахта?; in lingua chakassa: Палыхтығ) è un insediamento di tipo urbano della Russia asiatica, situato nel Territorio di Krasnojarsk. È il centro amministrativo del distretto Balachtinskij.
Situato alla confluenza dell'omonimo fiume nel Čulym, 180 km a sud-ovest di Krasnojarsk.